# Mechelse herder
De Mechelse herder, ook mechelaar genoemd, is een van de variëteiten van de Belgische herders. Hij is naar de Belgische stad Mechelen vernoemd.

## Uiterlijk
De mechelaar is een hond zonder extremen, dat wil zeggen dat zijn exterieur eenvoudig en op het doel van de hond gericht is. Het verschil met de andere Belgische herders is de kleur en de aard van zijn vacht. Het korte vachthaar is rossig van kleur met zwarte punten. Hij heeft een zwarte snuit (masker). 
Qua karakter zijn alle Belgische herders evenwaardig. Zijn schofthoogte is 58 (teefje) tot 62 cm (reu), zijn gewicht 25 tot 40 kilogram.

## Aard
De Mechelse herder is een waakzame en actieve hond. Naast zijn aangeboren geschiktheid als bewaker van de kudde beschikt hij over de eigenschappen van waakhond voor huis en erf. 
Deze hond leert snel, maar heeft wel een baas nodig die de touwtjes strak in de handen houdt. Hij kan anders wat dominant worden. Verder is hij werkwillig, heeft hij een groot uithoudingsvermogen en is hij temperamentvol en intelligent. Hij is trouw aan zijn baas.
De Mechelse herder kan als waakhond, verdedigingshond, gezinshond, sporthond en politiehond in dienst gesteld worden. Door het Amerikaanse leger wordt het ras onder andere gebruikt om explosieven op te sporen.